# William Rutten
William Rutten (Nijmegen, 25 januari 1970) is een Nederlands fotograaf.

## Carrière
Rutten viel op bij de bandleden van Het Goede Doel, die hem in 1987 vroegen de hoes te ontwerpen van hun album Live!!!. De band brengt hem ook in contact met het muziekblad Hitkrant, die hem in dienst neemt. Rutten stopt met school en gaat verder in de fotografie.
Rutten komt in 1988 in contact met de producenten van Veronica's Countdown en fotografeert wekelijks de studiogasten. Hij opent een jaar later een studio in Hilversum. In 1991 verhuist Rutten met zijn studio naar 's-Graveland. 
Tussen 1990 en 1994 was Rutten de "huisfotograaf" van 2 Unlimited. Nadat hij zich in 1995 aansluit bij een internationaal agentschap wordt hij ook veel gevraagd door buitenlandse artiesten, waaronder Britney Spears, de Spice Girls en Red Hot Chili Peppers. Ook buitenlandse tijdschriften zoals Rolling Stone en Smash Hits plaatsen zijn werk.
In 2009 wint Rutten met een portretfoto van Ramses Shaffy de derde prijs bij de Zilveren Cameraverkiezing.
In 2020 was in Museum Hilversum Ruttens eerste museale solotentoonstelling, Face It, te zien. Deze tentoonstelling exposeert portretten van 75 bekende Nederlandse mannen, waaronder Jeroen Pauw, Herman van Veen, Matthijs van Nieuwkerk, Arjen Lubach, Thierry Baudet, Humberto Tan, Bram Krikke, Johan Derksen, Rico Verhoeven, Rob de Nijs, Theo Maassen, Ruud Gullit, Snelle, André van Duin, Thomas Acda, Erik de Vogel, Peter R. de Vries, Youp van 't Hek, Waylon, Ruud de Wild, Nick Schilder, Simon Keizer, Gordon, Gerard Joling, Geert Wilders, Herman den Blijker, René van der Gijp, Barry Atsma, Dolf Jansen, Tijl Beckand, Martien Meiland en Louis van Gaal.
In oktober 2022 had Rutten een tweede solotentoonstelling in Museum Hilversum, getiteld ICONS, waarin portretten van iconen uit de muziekindustrie te zien waren.
Van september 2022 tot en met mei 2023 is Rutten op de planken te vinden geweest met zijn eigen eerste theatervoorstelling Focus. Deze voorstelling bevat diverse anekdotes uit Rutten's zijn carrière.
Rutten is van 1995 tot 2000 getrouwd geweest met Nance Coolen. Hij woont samen met zijn partner in 's-Graveland en heeft twee zoons.

## Televisie
Tussen 2015 en 2020 is Rutten regelmatig te zien als deskundige bij RTL Boulevard. Tussen 2015 en 2018 was Rutten regelmatig tafelgast bij RTL Late Night. 
Sinds 2016 is Rutten als jurylid te zien in het RTL 4-programma Het perfecte plaatje, een door Tijl Beckand gepresenteerde afvalrace waarin bekende Nederlanders hun fotografeerkunsten tonen. Sinds de zomer van 2021 werkt Rutten ook als jurylid mee aan de reisvariant programma Het perfecte plaatje op reis
Vanaf 2020 treedt Rutten op als deskundige bij Shownieuws en heeft hij daar zijn eigen online serie Op de gevoelige plaat.
In 2023 deed Rutten mee aan het televisieprogramma The Masked Singer. Voor dit programma fotografeert Rutten ook elk jaar de kandidaten. Hij moest in de editie waar hij zelf aan deelnam er voor oppassen zich niet te verspreken over z'n deelname. Na een spannende stemming door het publiek viel hij af na zijn 1e optreden als de tuinkabouter.
In 2024 was Rutten te gast in het televisieprogramma De Kist. Datzelfde jaar was hij tevens eenmalig als jurylid te zien in het televisieprogramma De Bondgenoten. In 2025 was Rutten te gast in het televisieprogramma Dit was het nieuws.

## Boeken
- Hit Story (2011) (met Cors van den Berg) ISBN 9789081688413
- PicStory (2017) ISBN 9789059568174
- PicStory - the extended edition! (2018) ISBN 9789059568938
- Di-Rect The Official Photobook  (2003) ISBN 9045303736
- 2Unlimited No Limits (1994) (met Cors van den Berg) ISBN 9055011444